# Norma Shearer

Norma Shearer.

Edith Norma Shearer, född 10 augusti 1902 i Montréal, Québec, död 12 juni 1983 i Woodland Hills nordväst om Los Angeles, Kalifornien, var en amerikansk skådespelare av kanadensisk börd. Shearer spelade huvudroller i filmer som Han som får örfilarna (1924), Frånskilda barn (1929), Mannens moral - och kvinnans (1930), Farlig kärlek (1931), Private Lives (1931), Lågor i dunklet (1934), Romeo och Julia (1936) och Marie Antoinette (1938).

## Biografi
Norma Shearer var dotter till en förmögen affärsman. När hon var fjorton år vann hon en skönhetstävling. Hennes fars affärer gick dåligt under första världskriget, och hennes mor tog då med sig dottern till New York, i förhoppningen om att dottern skulle kunna göra karriär inom nöjesbranschen.
Shearer filmdebuterade 1920 innan hon tre år senare lanserades. Hon slog igenom i Victor Sjöströms Han som får örfilarna (1924) och Oscarbelönades för insatsen i Mannens moral - och kvinnans (1930). 
Hon gifte sig 1927 med producenten Irving Thalberg, men efter hans död 1936 förlorade hon snabbt sin position som Hollywoods drottning.
Hon spelade in sin sista film, Älskaren, 1942. Samma år gifte hon sig med den tolv år yngre skidläraren Martin Arrougé och drog sig tillbaka från filmen.
Norma Shearer dog 1983 i lunginflammation. Hon är begravd i Forest Lawn Memorial Park.

## Filmografi (i urval)
- 1920 – Genom stormen
- 1924 – Han som får örfilarna
- 1925 – Kejsarn av Portugallien
- 1925 – Hans sekreterare
- 1926 – Djävulens cirkus
- 1927 – Efter midnatt
- 1927 – Gamla Heidelberg
- 1928 – I rampljusets skugga
- 1928 – Sol- och vårdflickan
- 1929 – Hollywood-revyn 1930
- 1929 – Mrs Cheyneys sista bedrift
- 1929 – Frånskilda barn
- 1930 – Mannens moral - och kvinnans
- 1930 – Konsten att behålla en man
- 1931 – Farlig kärlek
- 1931 – The Stolen Jools
- 1931 – Private Lives
- 1932 – En gång i livet
- 1934 – Lady Marys älskare
- 1934 – Lågor i dunklet
- 1936 – Romeo och Julia
- 1938 – Marie Antoinette
- 1939 – Dårskapens marknad
- 1939 – Kvinnorna
- 1942 – Älskaren